# Tour de Münster 2017
Le Tour de Münster 2017 est la douzième édition de cette course cycliste. Elle fait partie du calendrier UCI Europe Tour 2017 en catégorie 1.HC et a lieu le 3 octobre 2017. Elle est remportée par le coureur irlandais Sam Bennett, de l'équipe Bora-Hansgrohe, qui s'impose au sprint devant les Allemands Phil Bauhaus (Sunweb) et André Greipel (Lotto Soudal) .

## Équipes participantes
| WorldTeams (7)- Team Sunweb - Bora-Hansgrohe - Katusha-Alpecin - Dimension Data - Lotto-Soudal - Quick-Step Floors - Lotto NL-Jumbo Équipes continentales professionnelles (7)- CCC Sprandi Polkowice - Gazprom-RusVelo - Wanty-Groupe Gobert - Roompot-Nederlandse Loterij - Sport Vlaanderen-Baloise - Novo Nordisk - WB-Veranclassic-Aqua Protect Équipes continentales (8)- LKT Brandenburg - Rad-net Rose - Dauner D&DQ-Akkon - Lotto-Kern-Haus - Team Sauerland NRW p/b Henley & Partners - 0711/Cycling - Heizomat - Bike Aid |
| |

## Déroulement de la course
Tony Martin (Katusha-Alpecin) lance une échappée après une vingtaine de kilomètres de course et est rejoint par Luca Henn (Lotto-Kern Haus), Etienne van Empel (Roompot-Oranje) et Carl Soballa (LKT Brandenburg). Ils creusent une avance de cinq minutes sur le peloton, avant que ce dernier, emmené par les équipes de sprinteurs, ne réduisent l'écart. Martin et Soballa sont les derniers à résister et sont rattrapés à environ vingt kilomètres de l'arrivée.
Le sprint final est très serré. L'Irlandais Sam Bennett, de l'équipe Bora-Hansgrohe, projette son vélo sur la ligne d'arrivée et devance de peu trois coureurs allemands, Phil Bauhaus, André Greipel et Marcel Kittel,.

## Classement
|    | Cycliste           | Pays      | Équipe                           | Temps           |
| -- | ------------------ | --------- | -------------------------------- | --------------- |
| 1  | Sam Bennett        | Irlande   | Bora-Hansgrohe                   | 4 h 35 min 26 s |
| 2  | Phil Bauhaus       | Allemagne | Sunweb                           |                 |
| 3  | André Greipel      | Allemagne | Lotto-Soudal                     |                 |
| 4  | Marcel Kittel      | Allemagne | Quick-Step Floors                |                 |
| 5  | Dylan Groenewegen  | Pays-Bas  | Lotto NL-Jumbo                   |                 |
| 6  | Matteo Pelucchi    | Italie    | Bora-Hansgrohe                   |                 |
| 7  | Alexander Kristoff | Norvège   | Katusha-Alpecin                  |                 |
| 8  | Roy Jans           | Belgique  | Wb-Veranclassic Aquality Protect |                 |
| 9  | Andre Looij        | Pays-Bas  | Roompot-Nederlandse Loterij      |                 |
| 10 | Nicola Toffali     | Italie    | 0711 / Cycling                   |                 |